# Kufa (Tatry Zachodnie)

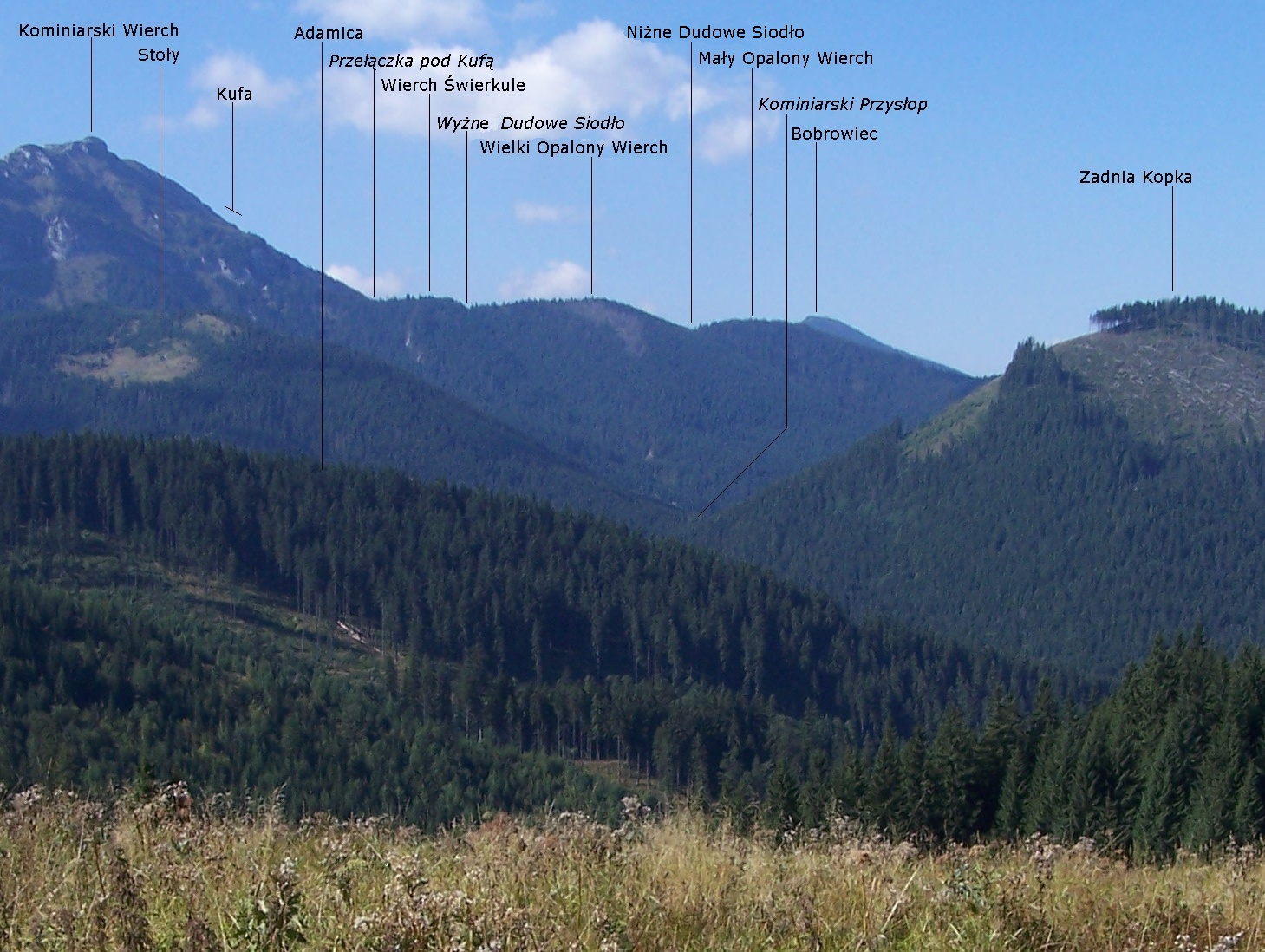

Kufa – północny grzbiet Kominiarskiego Wierchu w Tatrach Zachodnich, opadający od jego wierzchołka (1829 m) do Przełączki pod Kufą (ok. 1480 m). Grzbiet jest skalisty i opada jednostajnie pod kątem około 45°. Zachodnie stoki Kufy opadają do Doliny Dudowej, wschodnie do Tylkowego Żlebu w Dolinie Lejowej. Od strony Tylkowego Żlebu podcięte są ścianą Tylkowiańskich Spadów.
W Kufie znajduje się wiele jaskiń, m.in. są to: Jaskinia Lodowa nad Kufą, Szczelina przy Lodowej nad Kufą, Szczelina Zawaliskowa nad Kufą, Schron Wschodni pod Kufą, Schron pod Kufą Zachodni, Szemrzący Schron, Lejowa Szczelina. Przez Kufę nie prowadzi żaden znakowany szlak turystyczny, ponadto cały obszar Kominiarskiego Wierchu powyżej Przełączki pod Kufą znajduje się na obszarze ochrony ścisłej „Tylkowe Kominy”.